# Guayo (Adjuntas)
Guayo es un barrio ubicado en el municipio de Adjuntas, Puerto Rico. Según el censo de 2020, tiene una población de 753 habitantes.

## Geografía
El barrio está ubicado en las coordenadas 18°10′43″N 66°49′18″O / 18.17861, -66.82167 (18.178565, -66.82168). Según la Oficina del Censo de los Estados Unidos, tiene una superficie total de 7.69 km², de la cual 7.44 km² corresponden a tierra firme y 0.25 km² son agua.

## Demografía
Según el censo de 2020, hay 753 personas residiendo en el barrio. La densidad de población es de 101.2 hab./km². El 20.45% de los habitantes son blancos, el 1.46% son afroamericanos, el 0.13% es amerindio, el 26.29% son de otras razas y el 51.67% son de una mezcla de razas. Del total de la población, el 99.87% son hispanos o latinos de cualquier raza.